# كومبا
كومبا (بالإنجليزية: Khumba) هو فيلم رسوم متحركة على الكمبيوتر في جنوب أفريقيا من إخراج وإنتاج أنتوني سيلفرستون وكتبه هو ورافاييلا ديلي دون.

## القصة
حمار نصف مخطط يُدعى كومبا (جاك تي أوستن) ولد في قطيعٍ مهووسٍ بالخطوط. تنتشر إشاعة بأن هذا الحمار عليه لعنة وذو فألٍ سيء وهو سبب الجفاف الذي حل عليهم، حتى والده لامه بأنه السبب في ندرة الأمطار التي ترتبت عليها وفاة والدته. يترك الحمار (نصف المخطط) القطيع مؤمنًا بأنه لن يستطيع العيش مع هذا القطيع بدون استكمال خطوطه. يمر كومبا في خلال رحلته بحفنة من المخاطر والأهوال والمغامرات التي تقلب حياته أكثر فأكثر.

## وصلات خارجية
- كومبا على موقع IMDb (الإنجليزية)
- كومبا على موقع ميتاكريتيك (الإنجليزية)
- كومبا على موقع روتن توميتوز (الإنجليزية)
- كومبا على موقع نتفليكس (الإنجليزية)
- كومبا على موقع قاعدة بيانات الأفلام العربية
- كومبا على موقع ألو سيني (الفرنسية)
- كومبا على موقع أول موفي (الإنجليزية)
- كومبا على موقع بوكس أوفيس موجو (الإنجليزية)
- كومبا على موقع فيلمافينيتي (الإسبانية)
- كومبا على موقع قاعدة بيانات الأفلام السويدية (السويدية)